# Italia turrita

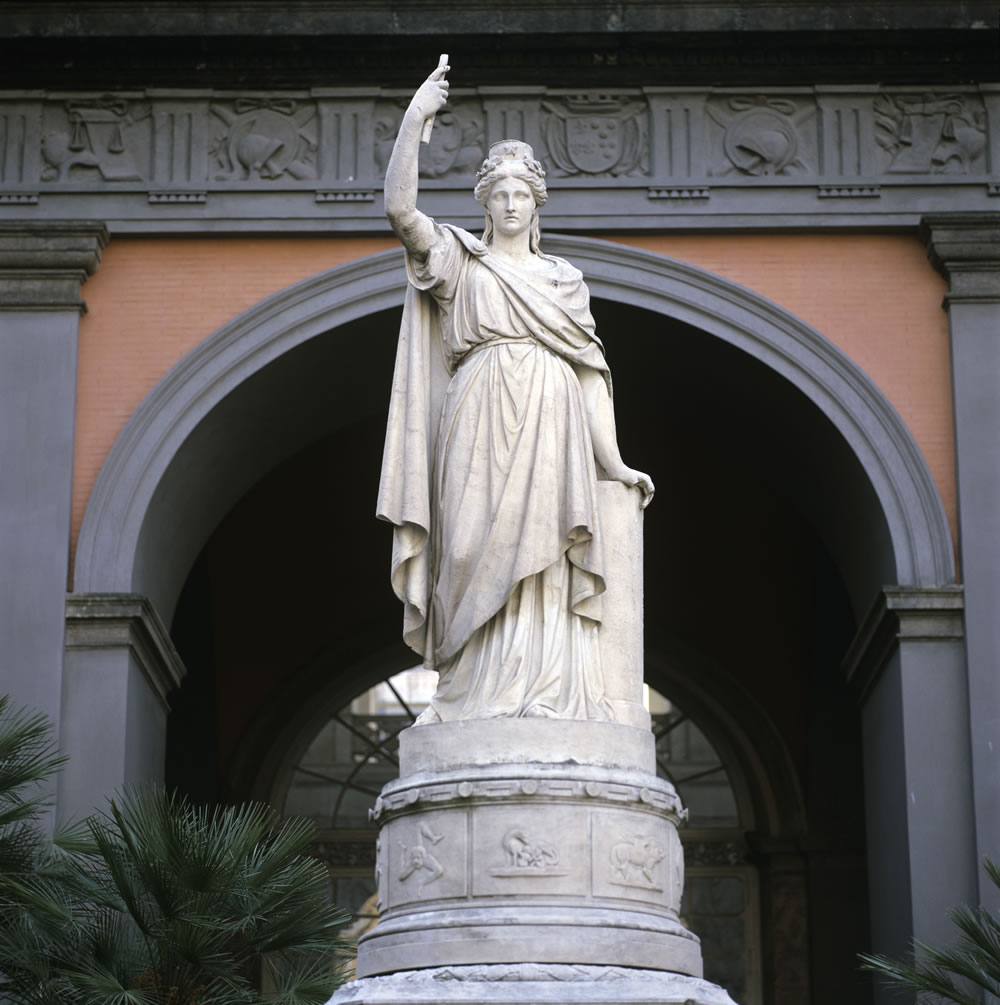
Escultura d'Itàlia turrita amb la Stella

Itàlia turrita és la personificació nacional o al·legoria d'Itàlia, la característica principal de la qual és una corona mural -d'aquí el nom en italià: turrita («amb torres»)- típica de l'heràldica italiana cívica d'origen comunal.
Itàlia turrita és una dona amb atributs típicament mediterranis que presenta un rostre somrient, cavell fosc i una bellesa elegant i idealitzada. Sovint sosté a les seves mans un grapat de panotxes de blat de moro com símbol de fertilitat i una referència a l'economia agrària. Durant el govern feixista de Benito Mussolini sostenia un feix de lictors.

## Stella d'Italia
Sobre el seu cap sovint es representa una radiant estrella de cinc puntes brillant. Aquest és un antic símbol secular d'Itàlia que suposadament protegia la nació, conegut com a «Stella d'Italia». Icona de la Unificació d'Itàlia, va ser utilitzada a la cimera de l'escut d'armes del Regne d'Itàlia de 1870 a 1890 i és un element fonamental de l'actual escut d'Itàlia aprovat en el naixement de la República italiana el 1948.

## Galeria

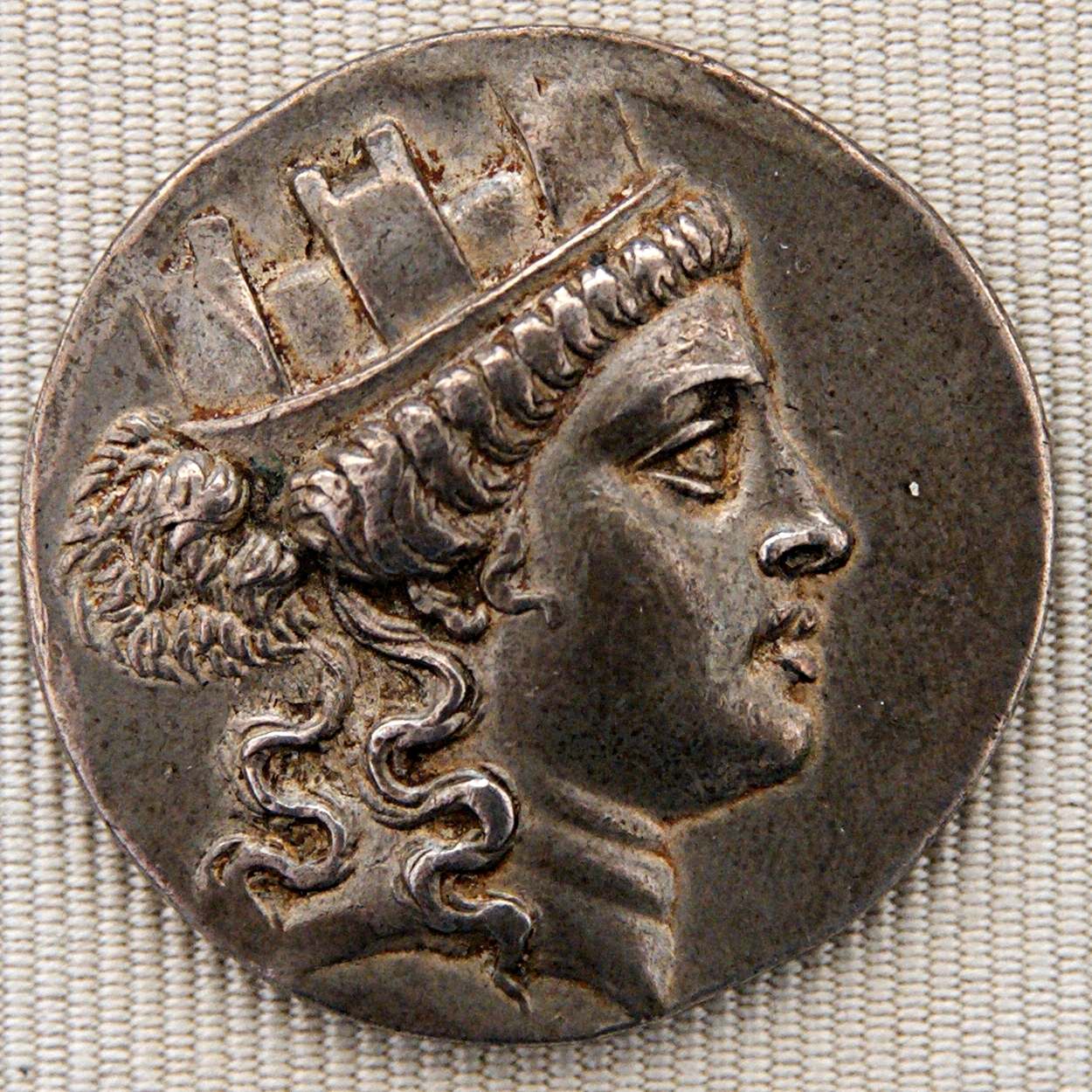
Tetradracma de Esmirna 150 - 160 aC, figuración de la deessa Venus amb la corona turrita.
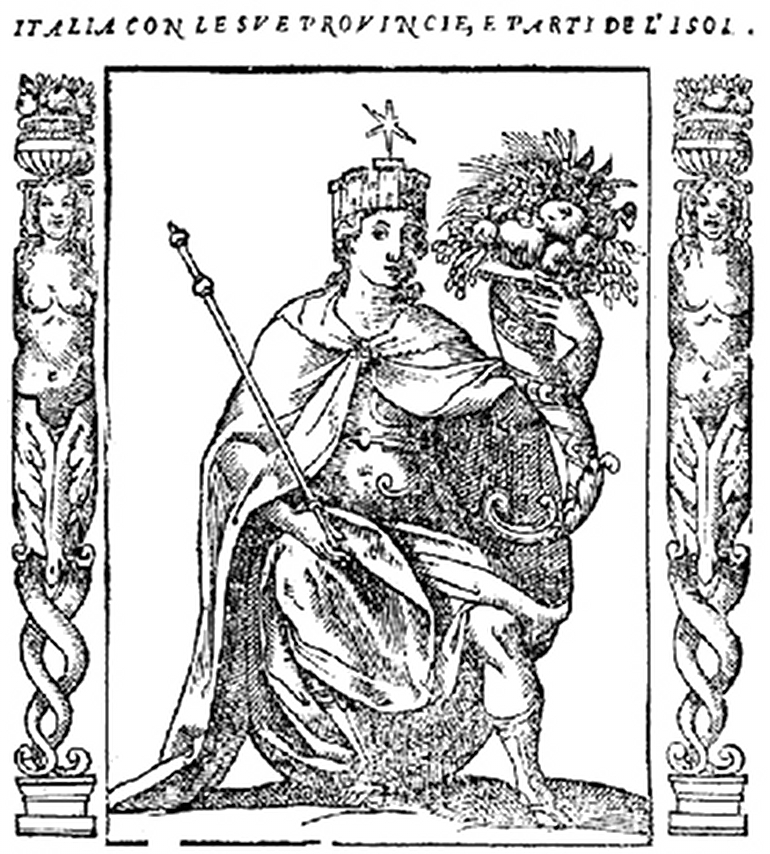
Iconologia d'Itàlia turrita por Cesare Ripa (1603).
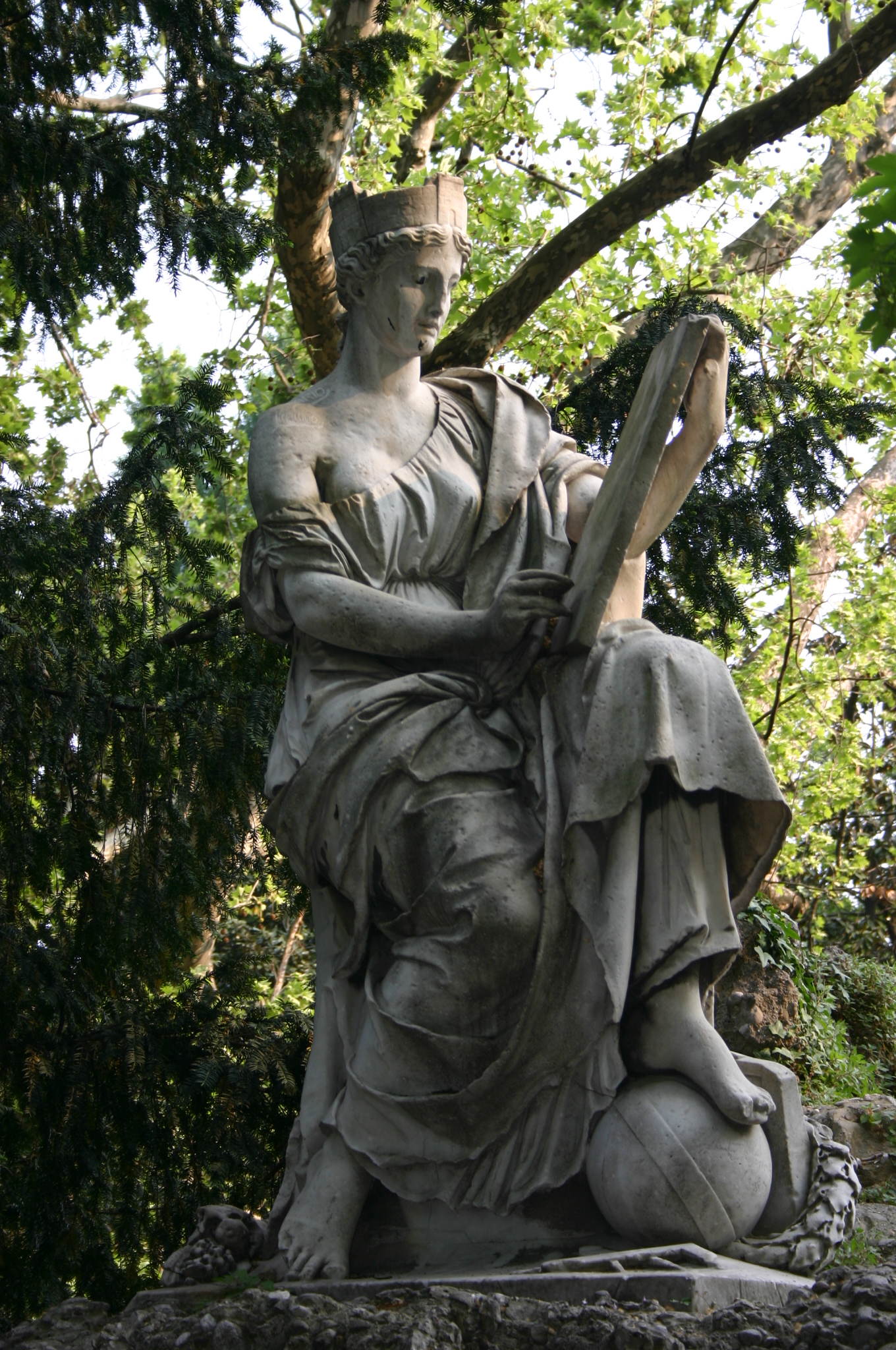
Monument d'Itàlita turrita a Milà.